# وليم جي. كافلين
وليم جي. كافلين (بالإنجليزية: William J. Coughlin)‏ (26 فبراير 1929 - 25 أبريل 1992، ديترويت في الولايات المتحدة)؛ قاضي، كاتب وروائي أمريكي.

## روابط خارجية
- وليم جي. كافلين على موقع IMDb (الإنجليزية)